# Micranthes oregana
Micranthes oregana är en stenbräckeväxtart som först beskrevs av Howell, och fick sitt nu gällande namn av John Kunkel Small. Micranthes oregana ingår i släktet rosettbräckor, och familjen stenbräckeväxter. Inga underarter finns listade i Catalogue of Life.

## Bildgalleri

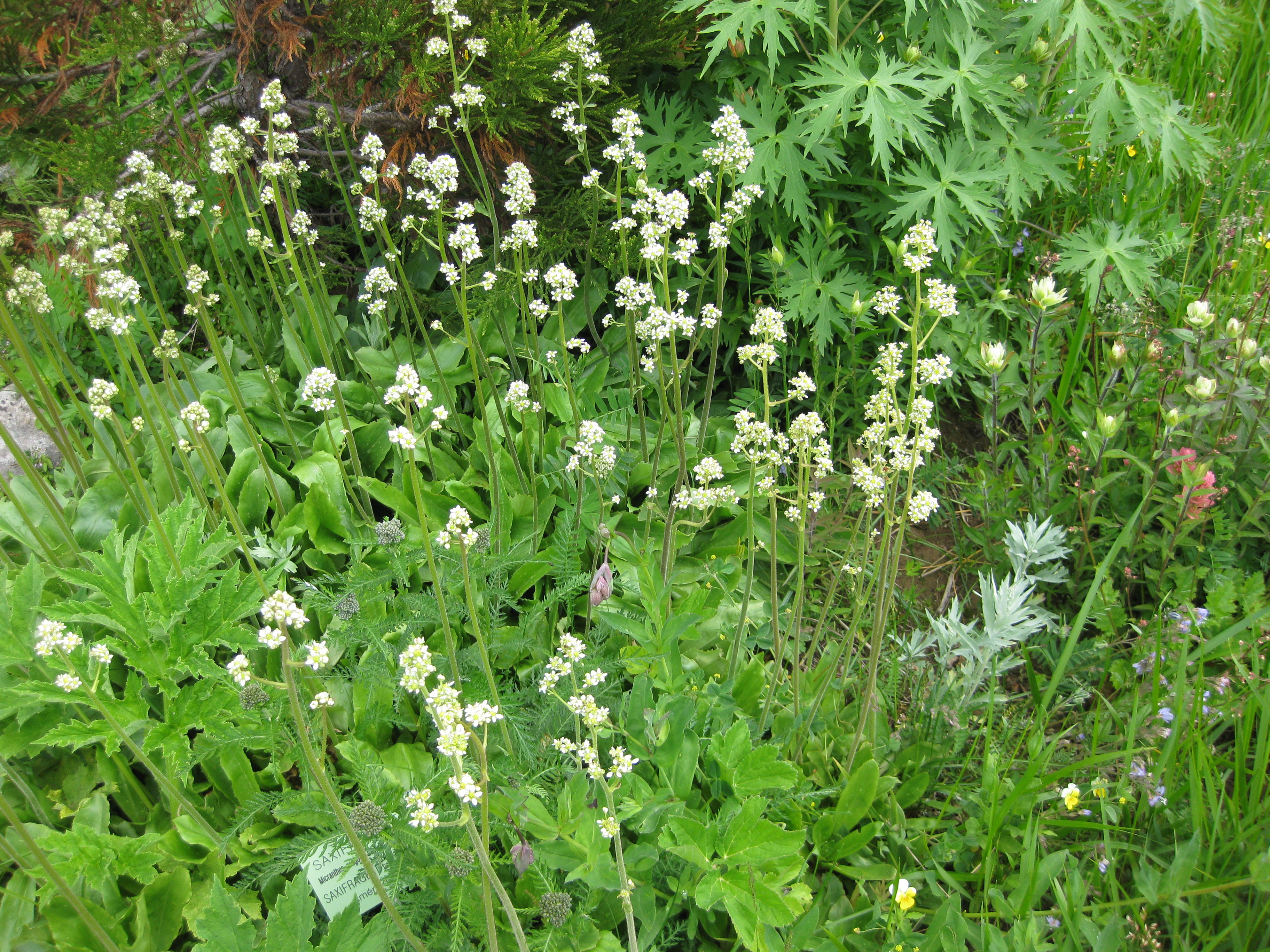
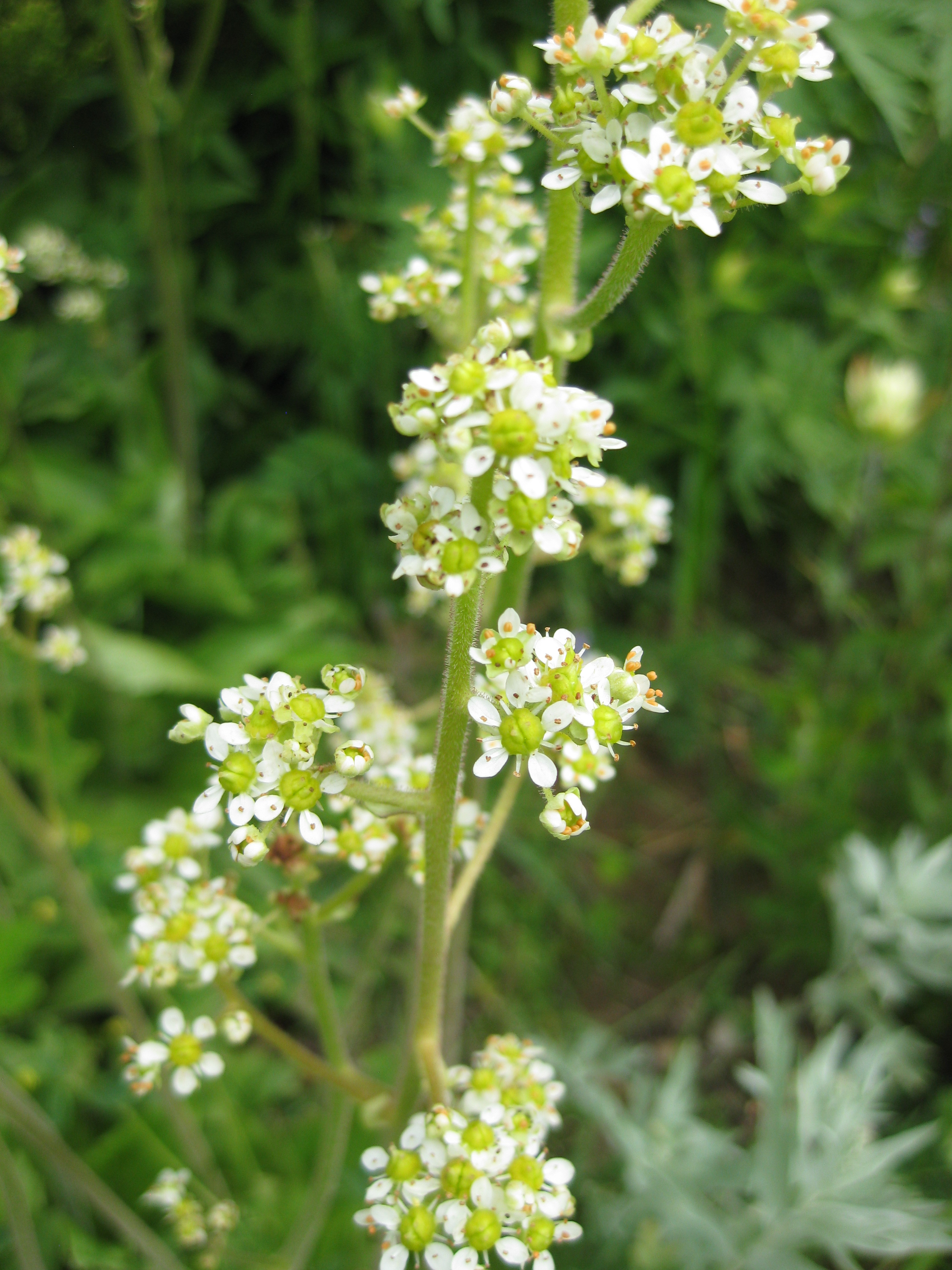